# Torrent del Carner

El Torrent del Carner, respecte del terme de Granera

El Torrent del Carner és un torrent del terme municipal de Granera, al Moianès.
Està situat en el sector central-oriental del terme, a la dreta de la riera del Marcet, per costat de migdia de la Carena del Marcet. Es forma a prop i a ponent de la masia del Carner, des d'on davalla cap al nord-oest resseguint pel costat sud-oest tota la carena esmentada. S'aboca en la riera del Marcet just a la cua del Pantà del Marcet.